# Arval BNP Paribas Group
Arval je francouzská společnost skupiny BNP Paribas, která se specializuje na komplexní leasing vozidel a řešení nové mobility a na konci prosince 2023 pronajímala více než 1,7 milionu vozidel.
Každý den nabízí více než 8300 zaměstnanců společnosti Arval ve 29 zemích flexibilní řešení, která zajišťují bezproblémové a udržitelné cesty pro naše zákazníky, od velkých mezinárodních firemních skupin až po menší společnosti a individuální retailové klienty.
Společnost Arval je zakládajícím členem aliance Element-Arval, která je světovým lídrem v oblasti správy vozových parků se 4,4 milionu vozidel v 56 zemích.

Historie:
- 1989: Vznik společnosti Arval Service Lease ve Francii. Činnost jsme zahájili se šesti zaměstnanci
- 2000: Arval se spojil s PHH Europe. Opíráme se o mezinárodní síť klíčových partnerství prostřednictvím globální aliance Element-Arval, zejména v Severní Americe, Asii a Tichomoří a Africe.
- 2007: Zrod Greenval Insurance, pojišťovny věnující se našim zákazníkům.
- 2010: Spustili jsme nabídky zaměřené na retailové segmenty (malé a střední podniky a fyzické osoby).
- 2013: Spustili jsme Arval Smart Experience ve Francii, kombinaci online nástrojů, mobilních technologií a sociálních sítí? a dodali tak vztahu se zákazníky a řidiči zcela nový rozměr.
- 2015: Získali jsme GE Capital Fleet Services v Evropě a spustili Arval Active Link, první integrovanou nabídku telematiky na trhu.
- 2016: Dosáhli jsme hranice 1 000 000 pronajatých vozidel!
- 2018: Spustili jsme náš přístup SMaRT na podporu zákazníků při jejich energetické transformaci (cíle udržitelné mobility a odpovědnosti).
- 2019: Připojili jsme se k alianci Mobility as a Service (MaaS), síti více než 80 veřejných a soukromých partnerů s cílem vytvořit základy pro otevřený trh nových služeb mobility.
- 2020: Spuštění Arval Beyond, nového strategického plánu, který odráží vývoj našeho positioningu od pronájmu automobilů k mobilitě včetně automobilu.
- 2022: Uvedení Arval Connect, výkonného řešení, které zákazníkům pomůže lépe kontrolovat náklady na vozový park a urychlit energetickou transformaci.
- 2023: Obnovení trojstranné dohody o strategické spolupráci mezi společnostmi Arval, Element a Sumitomo Mitsui Auto v Japonsku. Aliance nyní spravuje 4,4 milionu vozidel a působí v 56 zemích světa.